# Per Wieselgren
Per Wäinö Wieselgren, född 4 augusti 1900 i Jönköping, död 11 februari 1989 i Eslöv, var en svensk professor. 
År 1928 beslöt Sveriges riksdag att inrätta en professur i svenska språket och litteraturen vid universitetet i Tartu. Till professor utsågs docent Per Wieselgren som tillträdde tjänsten 1930. Han innehade professuren till hösten 1941 då han, vilket senare visade sig vara av misstag, utvisades genom beslut av den tyska ockupationsmakten. Dock stannade han kvar ytterligare något år för att färdigställa en svensk-estnisk ordbok. Wieselgren var senare bland annat verksam som lektor vid Eslövs högre allmänna läroverk.
Per Wieselgren var son till ingenjören Ragnar Wieselgren och översättaren Hildegard Wieselgren, sonson till Harald Wieselgren samt dotterson till Sigfrid Wieselgren. Från 1928 till 1951 var han gift med Greta Håkansson (1901-1998). Tillsammans skrev de läroboken i grammatik Rootsi keele grammatika (1939). De var föräldrar till Gertrud Wieselgren och Sigbrit Swahn.